# Shotōka Chiri
El Shotōka Chiri (初等科地理?) era un libro de geografía para escuelas primarias que se publicó en Japón en 1943. Era el texto oficial de geografía y de uso obligatorio en el Kokumin Gakkou, o Escuela Nacional. Complementó la historia japonesa presente en los textos oficiales del Shinmin no Michi y del Kokutai no Hongi entre los Rescriptos Imperiales sobre la Educación.

## Introducción
Este libro de texto estaba dividido en dos partes: el Capítulo I: "La Geografía de Japón" y el Capítulo II: "La Geografía del Mundo".
El contenido del primer capítulo de la 1ª parte trataba el archipiélago japonés y se explicaba en relación con la Región de Asia y el Pacífico, especialmente la Gran Región del Este de Asia. Los entornos físicos de Japón se explicaban en detalle en el Capítulo 2. La geografía de cada región de Japón se presentaba a partir del capítulo tres, y también las regiones de Karafuto, Chosen, Formosa, Kantoshu en China, además de la parte continental de Japón. Estos eran parte de Japón en ese momento. El contenido de cada capítulo a partir del capítulo dos es cronológico, principalmente relacionado con los productos de cada región.

## Contenido del libro
- Parte I: 1 Mapa del Imperio Japonés
- 2- Honshū, Kyushu y Shikoku
- 3- Kanto Plains, en la que se encuentra la capital del Imperio
- 4- De Tokio a Kobe
- 5- De Kobe a Shimonoseki
- 6- Kyushu y pequeña isla rodeada
- Parte II 1 Mapa del Gran Este de Asia
- 2- Syonan (Singapur) y la península malaya
- 3- Las islas del este de la India (Andaman y Nicobar)
- 4- El archipiélago de Filipinas
- 5- Manshokoku (Manchukuo)
- 6- Moukyo (Mengchiang) la parte noreste de China

## Patriotismo y nacionalismo en el texto
La descripción en el capítulo uno es la siguiente:

"La forma con que cada una de las islas, Chisima-To en el norte, la isla principal Honshu en el centro y las islas Ryu-Kyu en el sur, sobresalen en el Océano Pacífico como un arco, hace que todas las islas de Japón se refuercen mucho mejor. Podemos sentir algo de los fuertes poderes de esta forma. La forma de las islas de Japón no es normal. Podemos imaginarnos la forma de avanzar hacia el Océano Pacífico que se encuentra valientemente frente al continente asiático. Las islas de Japón también se pueden considerar que desempeñan el papel de defender el continente del Océano Pacífico. De esta manera, sentimos que Dios verdaderamente creó nuestro país, Japón, que está bendecido con un territorio inigualable en esta ubicación y sus formas."

Y el último párrafo en el capítulo describe esto:

"La alta densidad de población y la alta tasa de aumento de la población en Japón es bastante rara en el mundo. Esto indica la plenitud del poder estatal y nos hace sentir tranquilos."

En el segundo capítulo se presenta una visión del mundo centrada en Asia. Sus contenidos están restringidos a Asia y Oceanía.
Se presenta la región Dai-Toa, y luego se describe cada región a su vez: Singapur, la Península de Malasia, Filipinas, Manchuria, Mengchiang, etc.

En el Capítulo III final, el libro establece lo siguiente:

"Es nuestro país, Nihon, desde donde sale el sol, el que se encuentra en el centro de Dai-Toa (Gran Asia Oriental), que incluye la región del Océano Pacífico y sus islas desde el Continente asiático hasta el Océano Índico. Con la voluntad del Emperador, cien millones de nuestros hermanos nacidos en Japón deben realizar la gran tarea de construir la región Dai-Toa, en la cual no debemos ser una decepción para nuestros antepasados. Debemos dar y compartir con todas las personas el placer de la paz eterna del mundo y coprosperidad a todos los países del mundo ."